# 東京科学大学総合研究院化学生命科学研究所
東京科学大学 総合研究院 化学生命科学研究所（とうきょうかがくだいがく そうごうけんきゅういん かがくせいめいかがくけんきゅうじょ）は東京科学大学の附置研究所であり、分子科学に関わる化学と生命科学の領域を包括的にとらえ、新たな性質、技術を創出することを目的とした研究所である。
東京科学大学の総合研究院に属する。
2009年6月より、東北大学多元物質科学研究所、北海道大学電子科学研究所、大阪大学産業科学研究所、九州大学先導物質化学研究所と、文部科学省の共同利用・共同研究拠点ネットワーク型「物質・デバイス領域共同研究拠点」に指定されている。

## 概要
1939年（昭和14年）2月21日、勅令により東京工業大学（旧制）に資源化学研究所が開設される。これは当時、建築材料研究所（現：東京科学大学総合研究院フロンティア材料研究所）所長だった加藤与五郎教授がアルミナ製法の特許収入10万円を東工大に寄付し、昭和天皇の勅令によって本学への附置が裁可されたことによる。
1944年8月、東工大に人造石油などの研究をしていた燃料科学研究所が設立されるが、1954年3月に資源化学研究所に統合となる。
1977年8月、長津田キャンパス（現：すずかけ台キャンパス）に移転する。
1990年6月、長津田キャンパスに生命理工学部が設置される。1992年4月、大学院生命理工学研究科が設置される。
1939年より永らく資源化学研究所として歴史を刻んできたが、2016年4月の改組により「東京工業大学 科学技術創成研究院 化学生命科学研究所」となる。この改組により、研究所は今までは学部と同列であった部局の一つであったが、科学技術創成研究院という上部組織を構成する研究所として新たに出発したことにより、新たな研究領域の創出、人類社会の問題解決、将来の産業基盤の育成を使命として設けられることとなった。改組によって、近年進歩が目覚ましい生命科学の領域も大きな柱の一つとして取り入れたということが挙げられる。
2024年10月、東京科学大学の発足に伴い東京科学大学 総合研究院 化学生命科学研究所となる。
研究領域を「分子創成化学」「分子組織化学」「分子機能化学」「分子生命化学」に分け、物質、資源、エネルギー、医療、生命科学などに関わる研究を行っている。

## 「物質・デバイス領域共同研究拠点」
2009年6月より、東北大学多元物質科学研究所、北海道大学電子科学研究所、大阪大学産業科学研究所、九州大学先導物質化学研究所とアライアンスを形成し、文部科学省の共同利用・共同研究拠点ネットワーク型「物質・デバイス領域共同研究拠点」に指定されている。
共同利用・共同研究拠点の活動の中で、東京科学大学化生研は物質組織化学領域として、各種の分子組織体、生体材料、触媒、機能物質を中心にして共同研究を推進している。「環境エネルギー物質・デバイス・プロセスプロジェクトグループ」を担当し、他研究所と協力を行いながら、この分野の新たな研究を開拓している。

## 教育
東京工業大学では、2016年度以降、学部と大学院が一体となった「学院」で運営されることとなり、東京科学大学の発足後も理工学系ではその体制が維持されている。
本研究所教員の所属は、東京科学大学物質理工学院化学系応用化学コース、エネルギーコース、生命理工学院生命理工学系ライフエンジニアリングコースなどである。大学院入試もそれらに準じたものとなる。